# Marselisborg
Marselisborg – letnia rezydencja królów Danii na Jutlandii. Pałac Marselisborg położony jest w Aarhus i od 1902 r. stanowi własność każdego panującego monarchy duńskiego.

## Pałac

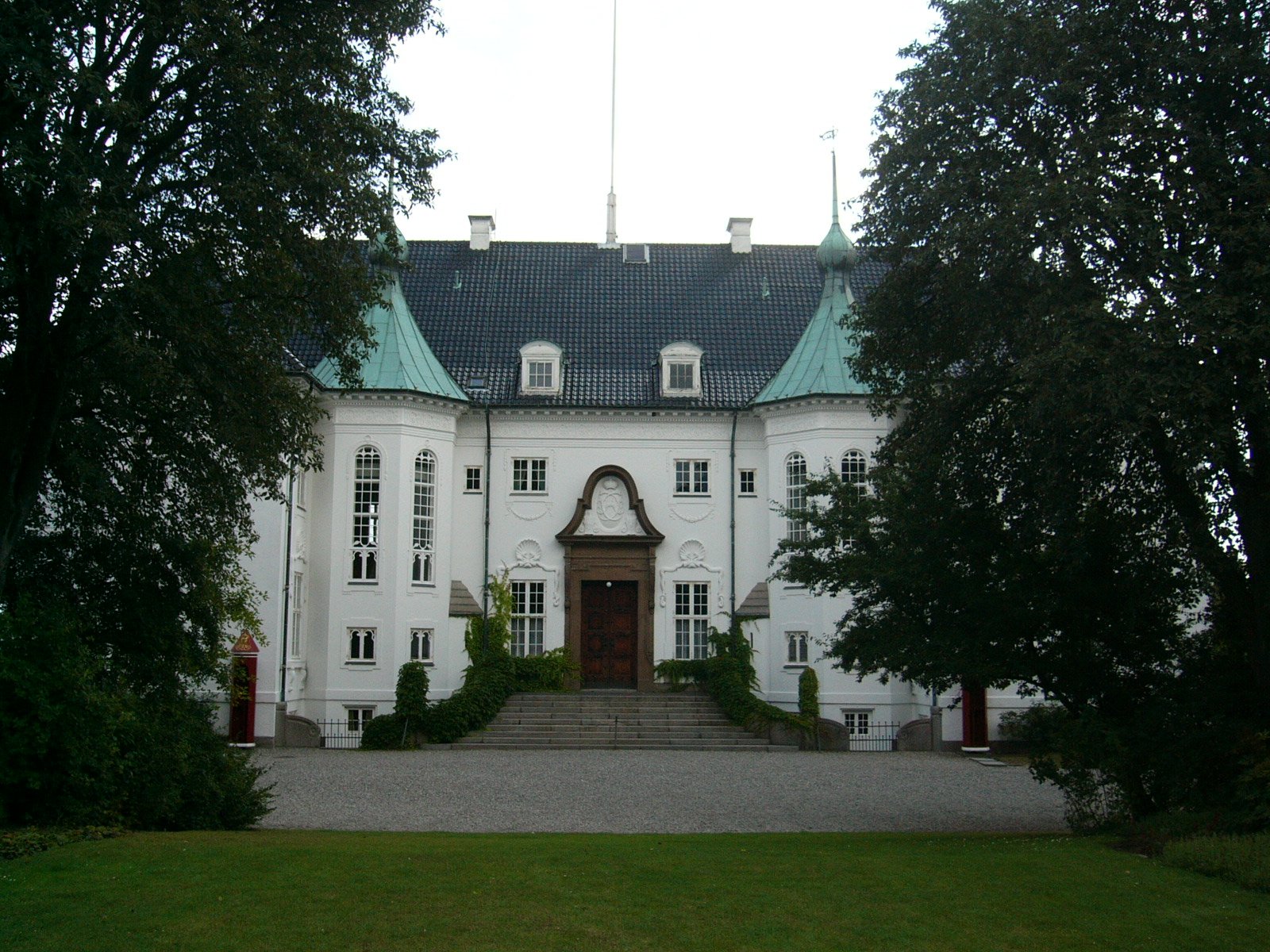
Widok głównego wejścia do Marselisborga od strony ogrodu

Zespół pałacowy składa się z głównego budynku, służącego za letnią rezydencję rodziny królewskiej, i otaczającego go parku. Ponadto na terenie posiadłości znajdują się stajnie oraz domek zarządcy przy głównej bramie. Pałac jest charakterystycznym budynkiem dla architektury początku XX w. z klasycyzującą fasadą utrzymaną w kolorze białym. Z tyłu pałacu znajduje się główne wejście pomiędzy dwoma wkomponowanymi w bryłę budynku niewidocznymi od frontu wieżami. Dwukondygnacyjny budynek posiada zagospodarowane sutereny oraz poddasze. Na parterze znajduje się westybul i dwie klatki schodowe symetrycznie zlokalizowane w wieżach po obu stronach głównego wejścia. Ponadto kilka dużych salonów, których okna znajdują się na głównej fasadzie budynku wychodzącej na morze: jadalnia z przyległym salonem, salon króla i salon królowej, sala bilardowa, dwa gabinety i pokój marszałka dworu. Na pierwszym piętrze znajdują się sypialnie rodziny królewskiej i sypialnie dla gości. 

## Historia
Najstarsze zapiski dotyczące terenu obecnie zajmowanego przez pałac Marselisborg pochodzą ze średniowiecza. Już w 1203 r. wzmiankowana jest na tym miejscu posiadłość przekazana miastu Aarhus przez lokalny sąd biskupi. Po reformacji w 1536 r. tereny te przeszły na własność Korony Duńskiej. Wybudowano tam dwór zwany Haverballegård, w którym przebywali królowie Fryderyk II i Chrystian IV. Podczas wojny trzydziestoletniej (1618-1648) w majątku wytwarzano saletrę potasową, zbudowano także wiele młynów wzdłuż lokalnego strumienia. Podczas wojny Chrystian IV zadłużył się m.in. u bogatego kupca niderlandzkiego, Gabriela Marselisa, któremu w ramach spłaty zadłużenia przekazano majątek Haverballegård w 1661 r., oraz nadano duńskie szlachectwo w 1665 r. Jego syn, Constantin Marselis, odziedziczył majątek po ojcu w 1673 r. Również on został nobilitowany, a w 1680 r. jego posiadłość Haverballegård została podniesiona do rangi baronii i nazwana od jego nazwiska Marselisborg. Kiedy Constantin Marselis zmarł bezpotomnie w 1699 r., Marselisborg został ponownie przejęty przez Koronę Duńską, a król Chrystian V przekazał ją swemu synowi z nieprawego łoża, Ulrikowi Gyldenløve. Następnie baronia Marselisborg przeszła na bratanka Ulrika, hr. Frederika Danneskiold-Samsøe, który jednak tutaj nie mieszkał. Po jego śmierci w 1770 r. majątek powrócił do Korony, a król przekazał go baronowi Chr. R. Ph. Gersdorffowi. Po nim baronię przejął jego brat (1800 r.), ale ten zmarł dwa lata później. Następnym dziedzicem był Chr. C. N. Gersdorff, który sprzedał majątek w 1805 r. baronowi Fr. J. Chr. Gyldenkrone, który był potomkiem dawnego właściciela Gabriela Marselisa. Dwadzieścia lat później Marselisborg powrócił do rodziny Gersdorffów, a w 1833 r. został zakupiony przez pułkownika H. Rothe, który po trzech latach sprzedał posiadłość C. Ingerslevowi, którego syn Hans Peter Ingerslev był ostatnim prywatnym właścicielem majątku. W 1896 r. miasto Aarhus zakupiło majątek za sumę 1 184 000 koron.
Po klęsce w wojnie prusko-duńskiej w 1864 r. i utracie Szlezwiku-Holsztyna, duńska rodzina królewska utraciła również wszystkie rezydencje królewskie znajdujące się w południowej Jutlandii, a zamek w Koldyndze był w stanie ruiny i nie nadawał się do zamieszkania. Starosta Aarhus, C. V. Dreyer i lekarz P. Ørum wpadli na pomysł, aby wybudować nową rezydencję dla duńskiej rodziny królewskiej na Jutlandii i przekazać ją w prezencie ślubnym przyszłemu królowi, następcy tronu ks. Chrystianowi (przyszłemu królowi Christianowi X). W ten sposób postanowiono na nowo związać duńską rodzinę panującą z Jutlandią. W 1897 r. starosta Dreyer i łowczy królewski baron J. Rosenkrantz zainicjowali zbiórkę pieniędzy na dar narodu, czyli na budowę rezydencji królewskiej w Aarhus. Koszty budowy wyliczono na 150 000 koron duńskich. Sumę tę zebrano przed upływem jednego roku, co dowodzi wielkiej ofiarności ówczesnego społeczeństwa duńskiego. Zadanie sporządzenia projektu rezydencji otrzymał w czerwcu 1898 r. architekt Hack Kampmann, który już po dwóch miesiącach przedstawił gotowy projekt. W kwietniu 1899 r. Kampmann został przyjęty na audiencji u następcy tronu ks. Chrystiana i jego niedawno poślubionej żony, ks. Aleksandry Meklemburskiej, którzy zatwierdzili jego projekt wraz ze szczegółami urządzenia wnętrz pałacowych. W tej formie w czerwcu 1899 r. projekt został przedstawiony komitetowi budowy pałacu i upubliczniony w listopadzie tego roku. Jak wynika z poufnej notatki z października 1899 r. zebrana przez społeczeństwo suma 150 tys. koron okazała się niewystarczająca na umeblowanie pałacu. W związku z tym koszty umeblowania poszczególnych pokoi wzięły na siebie różne miasta jutlandzkie. Większość mebli, które oceniono jako stylowe, ładne i gustowne zaprojektował Johan Krøyer. Zabudowania, na które składały się pałac, domek zarządcy i stajnie, oddano w stanie surowym już w październiku 1900 r. 
W marcu 1902 r. na inspekcję pałacu udał się do Aarhus adiutant następcy tronu, rotmistrz Rothe, który stwierdził, że Marselisborg jest w pełni gotowy do przejęcia go przez księcia Chrystiana i jego żonę, a jedyne, co jeszcze nie zostało zamontowane, to połączenie telefoniczne. Przekazanie daru narodu następcy tronu ks. Chrystianowi nastąpiło w dniu 7 czerwca 1902 r. Ks. Chrystian przypłynął do Aarhus wraz z małżonką i synami na pokładzie jachtu królewskiego „Dannebrog”. Rodzina królewska została uroczyście powitana w porcie, a następnie otwartą karetą w asyście dragonów królewskich przewieziona do Marselisborga, gdzie nastąpiło oficjalne przekazanie pałacu rodzinie królewskiej, a ks. Chrystian wyraził swoją wdzięczność za ślubny podarunek narodu. Odtąd Marselisborg jest letnią rezydencją duńskiej rodziny królewskiej na Jutlandii i jest przekazywany każdemu następnemu panującemu. W pałacu miał miejsce pewien epizod związany z Polską: w dniu 29 sierpnia 1939 r. wakacje króla Chrystiana X w Marselisborgu zostały przerwane telegramem wzywającym go do natychmiastowego powrotu do Kopenhagi w związku ze spodziewanym wybuchem wojny. W okresie okupacji niemieckiej (1940-45), król nie przebywał w Marselisborgu. W pałacu wielokrotnie gościli z prywatnymi wizytami obcy monarchowie. W 1907 r. była tutaj cesarzowa niemiecka Augusta Wiktoria, ⁣ a w 1948 r. król Norwegii Haakon VII. Po śmierci królowej-matki Aleksandry Meklemburskiej (1952) Marselisborg przejął jej syn, Fryderyk IX, który w 1968 r. przekazał pałac swojej córce i dziedziczce korony duńskiej, przyszłej Małgorzacie II. Marselisborg poddano wtedy renowacji. Obecnie nadal służy jako rezydencja letnia na Jutlandii królowej Małgorzacie II oraz członkom jej rodziny.

## Atrakcja turystyczna
Ogrody Marselisborgu zwykle są otwarte dla zwiedzających z wyjątkiem okresu letniego, kiedy przebywa tutaj duńska rodzina królewska. Sam pałac jest traktowany jako prywatne mieszkanie i nie jest dostępny do zwiedzania.